# Mohammadshahr
Mohammadshahr (în persană محمدشهر; cunoscut și sub numele de Mohammadabad (în persană: محمّد آباد), romanizat și ca Moḩammadābād) este un oraș din districtul central al județului Karaj, provincia Alborz, Iran. La recensământul din 2006, populația sa era de 83.126 de locuitori, în 21.071 de familii.